# Marlower Bach
Der Marlower Bach ist ein neun Kilometer langer Fluss auf der Insel Rügen in Mecklenburg-Vorpommern. Er entspringt im Gebiet der Gemeinde Sagard bei Gummanz und fließt in südwestliche Richtung zum Großen Jasmunder Bodden. Der Marlower Bach wurde dem Fließgewässertyp Kiesgeprägter Tieflandbach (Typ 16) zugeordnet. 